# Star Wars Battlefront: Elite Squadron
Star Wars Battlefront: Elite Squadron släpptes den 3 november 2009 och utvecklades till Playstation Portable och Nintendo DS. Spelet är det fjärde i Battlefrontserien. Denna version bygger till stora delar på Star Wars: Battlefront II, och är baserat på krigen i Star Wars.

### Fotnoter
1. ↑  ”Star Wars Battlefront: Elite Squadron Storms PSP (PlayStation Portable) System and Nintendo DS this Fall” (på engelska). Lucasarts. 26 maj 2009. http://www.lucasarts.com/company/release/news20090526.html. Läst 27 maj 2009.
2. ↑  ”Star Wars Battlefront: Elite Squadron” (på engelska). Mobygames. 10 mars 2009. http://www.mobygames.com/game/psp/star-wars-battlefront-elite-squadron_. Läst 15 maj 2015.